# 九張犁 (大甲區)
九張犁，又寫為九張犂，是臺灣臺中市大甲區的一個傳統地域名稱，位於該區北半葉的南部東側。相較於今日行政區，其範圍包括孟春里不含南部、太白里不含西南端。

## 歷史
台灣清治末期，九張犁地區為一街庄，稱為「九張犁庄」，隸屬於苗栗三堡。該庄北及東北與日南庄、日南社庄為鄰，東南與廍仔庄為鄰，南邊為頂店庄、社尾庄，西邊及西北邊為新庄仔庄、五里牌庄。
1901年（日明治三十四年）11月，全台廢縣廳改設二十廳，該庄隸屬於苗栗廳。1903年（明治三十六年）6月，該庄編入「五里牌區」，仍隸屬於苗栗廳。1909年（明治四十二年）10月，全台二十廳合併為十二廳，苗栗廳廢止，五里牌區改隸屬於臺中廳。1920年（大正九年），全台地方制度大改正，該庄改制為「九張犁」大字，隸屬於臺中州大甲郡大甲庄，大字下有「九張犁」、「六股」小字名。1933年，大甲庄升格為大甲街。
戰後大甲街改制為大甲鎮，隸屬於臺中縣，大字亦改制為里。1950年10月，中、彰、投分治，大甲鎮隸屬不變。2010年12月，隨著臺中縣、市合併為直轄臺中市，大甲鎮改制為大甲區。

## 聚落
本地區發展較早的聚落有九張犁、六股等，在日治期初期的官方地圖上已有記載。此外，本地區尚有莿仔埔聚落。

## 交通
台鐵海線大致以東北—西南走向經過九張犁地區中部偏西，境內設有日南車站，屬甲種簡易站，僅停靠區間車。由此可前往台鐵沿線各站。
國道3號又稱「福爾摩沙高速公路」，是貫穿台灣西部的兩條縱向高速公路之一，大致以北偏東—南偏西走向經過本地區中部偏東地帶。北側最近的交流道是縣道140號交會處的苑裡交流道，南側最近的是縣道132號交會處的大甲交流道，由此等可快速前往台灣西部各地。
省道台1線（經國路）又稱「縱貫公路」，是台北至屏東楓港的台灣西部傳統平面幹道，大致以西北—東南走向繞大彎轉北北東—南南西走向經過本地區西部。由該道路向西北轉北可前往苑裡、通霄、後龍、頭份等地，向南南西可前往大甲市區、清水、梧棲、龍井、大肚等地。
市道121號（長安路、中山路二段、通天路）是通霄至日南的道路，其南側端點位於本地區台鐵日南車站聚落西北側的省道台1線路口。由此向東南東至中山路二段路口轉北北東至長安路路口轉東南東，過鐵路平交道後轉東北沿鐵路東側併行，出境後可前往繞經山區前往通霄。
區道中3線（臨江路）是西勢至日南的道路，其東南側端點位於本地區台鐵日南車站北側區道中5線（中山路二段）路口。由此向西北經省道台1線路口後續行，出境後可前往五里牌、西勢、雙寮西北部並止於海堤道路路口。
區道中5線（中山路二段）是虎尾寮至日南的道路，其南側端點位於本地區台鐵日南車站北側區道中3線路口。由此向北北東轉北出境後，可前往日南社、日南的幼獅工業區並止於虎尾寮南側的省道台1線路口。
區道中6線（通天路）是日南至六股的道路，其西側端點位於本地區中部偏北的市道121號路口。由此向西南轉東南再轉東南東，出境後可前往六股並止於堤防道路路口。

## 學校
- 日南國中

## 文化資產
- 日南車站（市定古蹟）